# Stenhomalus overbecki
Stenhomalus overbecki är en skalbaggsart som beskrevs av Heller 1936. Stenhomalus overbecki ingår i släktet Stenhomalus och familjen långhorningar. Inga underarter finns listade i Catalogue of Life.